# محله غربت
محله غربت (جزیره) نام محدوده‌ای به مساحت تقریبی ۳۳۰۰۰ مترمربع واقع در محله خاک‌سفید، یکی از ۲۲ محله اصلی منطقه چهار شهرداری تهران بود. این محدوده جمعیتی بالغ بر ۳۰۰۰ نفر (۴۵۰ خانوار) را در خود جای داده بود.

## تاریخچه
ساخت و ساز در محله خاک سفید از اواخر دهه ۵۰ و اوایل دهه ۶۰ پس از اعلام نظر آیت الله خسروشاهی مبنی بر این که زمین مال خداست و هرکس آن را آباد کند صاحب آن است، آغاز گردید. اولین ساکنان محله غربتی‌ها بودند که اندک اندک، هم کیشان، هم ترازان و خویشاوندان خویش را به گرد خود جمع کردند. خاک سفید بعد از سال ۵۷ و به موجب هجوم برخی از مهاجران از شهرستان‌ها و ساخت و سازهای غیرمجاز و بی برنامه شکل گرفت و از بدو شکل‌گیری به دلایلی هم چون سطح پایین سواد، سطح پایین درآمد ساکنان، شکل نامنظم کوچه‌ها و معابر، وجود برخی از انحرافات اجتماعی (به موجب وجود محله غربت در دل این محله)، وابستگی‌های قومی و خویشاوندی و … به یکی از محله‌های حاشیه‌نشین شهر تهران تبدیل و در طول سالیان دراز به همین دلیل از امکانات مناسب خدمات شهری محروم بوده‌است.
این محله، یکی از محلات نا بهنجار شهر تهران به‌شمار می‌آمد. وجود انواع انحرافات اجتماعی در محله غربت از جمله خرید و فروش انواع مواد مخدر و مشروبات الکلی، سرقت، زورگیری، روسپیگری، نزاع و درگیری و… باعث نارضایتی شدید ساکنان خاک سفید شده بود زیرا کل محله خاک سفید را با انحرافات موجود در محله غربت می‌شناختند و این اتهامات باعث رنجش سایر ساکنان محله خاک سفید شده بود.

## تخریب محله توسط پلیس
به همین دلیل و برخی دلایل امنیتی دیگر، نیروی انتظامی در نیمه شب ۵ اسفند ۱۳۷۹ به پاکسازی محله غربت و سپس تخریب همه واحدهای مسکونی آن اقدام نمود. پس از آن شهرداری منطقه چهار اقدام به ساخت مجموعه ورزشی در محله خاک سفید با نام گلشن نمود و بعد از آن نام محله خاک سفید به محله گلشن تغییر یافت. رفتارهای جنسی مختلف مثل روسپی‌گری، قوادی، لواط، مساحقه و ارتباط جنسی با حیوانات در این محله وجود داشت.
در آن زمان، مصاحبه‌های تلویزیونی و مطبوعاتی متعددی در خصوص این اقدام انجام شد. گفته می‌شد به دلیل نگرانی از هم‌دستی برخی از مأموران کلانتری جوادیه تهرانپارس با خلافکاران منطقه، این عملیات بدون اطلاع کلانتری انجام شده‌است. سرعت عملیات بسیار بالا بود، به نحوی که با شروع عملیات در شب، فردا صبح ماشین‌آلات ساختمانی در حال تخریب ساختمان‌های مسکونی بودند.

## برای مطالعهٔ بیشتر
- خراط‌ها، سعید (۱۳۸۲)، «حاشیه‌نشینی در محله‌های ناهنجار شهر تهران (مورد محله غربت)»، مجموعه مقالات حاشیه‌نشینی و اسکان غیررسمی، تهران: دانشگاه علوم بهزیستی، جلد دوم